# Funmedia
Funmedia Sp. z o.o. (wcześniej FunEnglish.pl) – polskie przedsiębiorstwo z branży e-learning z siedzibą we Wrocławiu. Powstała 10 lipca 2009 roku, a jej założycielami są absolwenci Uniwersytetu Ekonomicznego we Wrocławiu Bartłomiej Postek i Krzysztof Wojewodzic. Jako pierwsza firma w Polsce otrzymała akceptację Ministerstwa Edukacji Narodowej dla podręcznika internetowego do nauki języka angielskiego dla dzieci. Od 5 sierpnia 2013 roku Funmedia jest członkiem PIIT.

## Produkty
Firma produkuje i sprzedaje e-learningowe kursy językowe i specjalistyczne. We wrześniu 2013 roku wypuściła na rynek swoją pierwszą aplikację mobilną do nauki pięciu języków obcych Kursy123, a w listopadzie 2013 r. powstała jej międzynarodowa wersja Courses123. Funmedia sprzedaje swoje produkty na 26 rynkach świata (m.in. USA, Australia, Rosja, Niemcy).

## Działalność społeczna
Funmedia realizuje ogólnopolskie projekty społeczne.

### Narodowy Program Rozwoju E-learningu 2.0
Inicjatywa współorganizowana wraz z Ośrodkiem Rozwoju Edukacji i Ogólnopolskim Stowarzyszeniem Kadry Kierowniczej Oświaty. Jej celem jest upowszechnienie e-learningu w systemie oświaty, poprzez podniesienie świadomości jej przedstawicieli związanej z wykorzystywaniem nowych technologii w edukacji. W ramach programu na okres jednego roku akademickiego udostępniany jest jeden z trzech językowych kursów e-learningowych. Beneficjentami programu są dyrektorzy szkół, wykładowcy, nauczyciele oraz pracownicy administracji.

### FunEnglish.pl w bibliotece
Program realizowany we współpracy z Fundacją Rozwoju Społeczeństwa Informacyjnego. Umożliwia darmowy dostęp do kursu e-learningowego języka angielskiego dla dzieci w wieku 6-12 lat, w bibliotekach publicznych. W 2013 roku rozpoczęła się III edycja programu.

### Angielski123 w bibliotece
Projekt współorganizowany z Fundacją Rozwoju Społeczeństwa Informacyjnego. W ramach programu biblioteki z całej Polski udostępniają młodzieży, osobom dorosłym i seniorom bezpłatny dostęp do e-learningowego kursu języka angielskiego. Celem programu jest podniesienie umiejętności językowo-informatycznych oraz zwiększenie świadomości na temat e-learningu wśród społeczeństwa polskiego. W 2013 roku rozpoczęła się II edycja programu.

## Nagrody
W 2011 oraz w 2012 roku Funmedia otrzymała nagrodę European Language Label (ELL) - Europejski znak innowacyjności w dziedzinie nauczania i uczenia się języków obcych, przyznawaną przez Fundację Rozwoju Systemu Edukacji.
W 2013 roku Funmedia zwyciężyła w konkursie Houston, mamy start-up, organizowanym przed agencję Lewis PR przy wsparciu Polskich Parków Technologicznych.